# سيبريكوس
بلدية سيبريكوس (بالإسبانية: Cebrecos)‏, هي إحدى بلديات مقاطعة برغش, التي تقع في منطقة قشتالة وليون, والتي تقع في شمال غرب إسبانيا.
يبلغ عدد سكانها 79 نسمة وفقاً لإحصائية سنة (2002).